# Communes de la wilaya d'El Tarf
Pour les autres communes, voir Liste des communes d'Algérie.
Liste des communes de la Wilaya algérienne d'El Tarf par ordre alphabétique :
1. Aïn El Assel
2. Aïn Kerma
3. Asfour
4. Ben Mehidi
5. Berrihane
6. Besbes
7. Bougous
8. Bouhadjar
9. Bouteldja
10. Chebaita Mokhtar
11. Chefia
12. Chihani
13. Dréan
14. Echatt
15. El Aioun
16. El Kala
17. El Tarf
18. Hammam Beni Salah
19. Lac des Oiseaux
20. Oued Zitoun
21. Raml Souk
22. Souarekh
23. Zerizer
24. Zitouna